# Петър Алипиев
Петър Алипиев е български поет и преводач.

## Биография
Роден е на 14 март 1930 г. в село Босилковци и е кръстен Пашанко Пеев, но на зряла възраст го променя на Петър Алипиев. Учи в Бяла и Русе. Работи като литературен редактор в Радио София, а от 1963 г. до смъртта си живее и твори във Варна. Работи като редактор в Държавно издателство „Георги Бакалов“. Автор е на множество преводи на поети като Александър Пушкин, Алексей Колцов, Николай Заболоцки, Николай Рубцов, Шандор Петьофи, Николаус Ленау. Два пъти вестник „Литературен форум“ посвещава на Алипиев отделни издания с участия на видни фигури от българската култура (2008; 2018). Негова дъщеря е Антоанета Алипиева, професор по съвременна българска литература в Шуменския университет и в Белградския университет. Съпругата му Вълка Алипиева е видна фигура в българското образование през 70-те и 80-те години от 20.век. 
На негово име е кръстена улица в град Варна. На 17 май 2025 година в двора на музея на Шандор Петьофи в Кишкьорьош, Унгария, е открит бюст-паметник на Алипиев като един от преводачите на Петьофи в България. От българска страна там има бюстове на Иван Вазов и Атанас Далчев. Автор на скулптурата е Альоша Кафеджийски. 
По-важните книги на Петър Алипиев са „Лирика“ (1961), „Без малко Тиртей. Картини от една изложба“ (1992), „Българска поезия. Антология“ (1994). Алипиев е автор на една-единствена стихосбирка с име „Лирика“, която преиздава през целия си живот. Това е вторият случай в българската поезия след Атанас Далчев, според който даден поет е автор на една-единствена стихосбирка. През 2000 г. излиза антологията „Поетичен декалог“ под съставителството на Димитър Ефендулов. Стихове на Алипиев са превеждани на почти всички европейски езици.